# 目黒将司
目黒 将司（めぐろ しょうじ、1971年6月4日 - ）は株式会社アトラスに所属していたサウンドクリエイター。

## 来歴
3歳の頃からリズム教室に通い、5歳の頃よりエレクトーンを習う。高校時代からバンドを結成し、大学卒業までバンドを続ける。日本大学で流体力学を専攻。大学時代にはポケコンでコンピュータゲームの製作も手がけていたこともあり、1996年の卒業後はゲーム製作会社である株式会社アトラス（旧社）に入社。
2008年からは『PERSONA MUSIC LIVE BAND』のギタリストとして同ゲームシリーズの楽曲を演奏するコンサートを毎年開催。2013年には日本武道館でのコンサートを成功させた。
2013年11月にインデックスの民事再生手続に伴うアトラスブランドの譲渡に伴いインデックス（旧社）を退職し、アトラスブランドの譲受先でかつセガゲームスの子会社である株式会社アトラス（新社、2014年3月まではインデックス）へ入社。
2021年9月に株式会社アトラスを退社。同社におけるサウンドクリエイターとしての仕事も継続しつつ、夢であった自ら手掛けるインディゲームの開発に注力することを表明した。

## 主な作品

### ゲーム
- 女神異聞録ペルソナ（1996年、PS） - 一部の楽曲を担当
- デビルサマナー ソウルハッカーズ（1997年、SS） - 増子司、田崎寿子と共同
- 魔剣X（1999年、DC） - 緒方貴宏と共同
- 魔剣爻（2001年、PS2） - 緒方貴宏と共同
- 真・女神転生III-NOCTURNE（2003年、PS2） - 土屋憲一、田崎寿子と共同
- 真・女神転生III-NOCTURNE マニアクス（2004年、PS2） - 土屋憲一、田崎寿子と共同
- デジタル・デビル・サーガ アバタール・チューナー（2004年、PS2） - 土屋憲一と共同
- デジタル・デビル・サーガ アバタール・チューナー2（2005年、PS2）
- 超執刀 カドゥケウス（2005年、DS） - 土屋憲一、吉川健一と共同
- デビルサマナー 葛葉ライドウ 対 超力兵団（2006年、PS2）
- カドゥケウスZ 2つの超執刀（2006年、Wii）
- ペルソナ3（2006年、PS2）
- ペルソナ3 フェス（2007年、PS2）
- ペルソナ4（2008年、PS2）
- デビルサマナー 葛葉ライドウ 対 アバドン王（2008年、PS2）
- Persona（2009年、PSP） - 土屋憲一らと共同
- 真・女神転生 STRANGE JOURNEY（2009年、DS）
- ペルソナ3 ポータブル（2009年、PSP）
- HOSPITAL. 6人の医師（2010年、Wii） - 喜多條敦志、小塚良太と共同
- キャサリン (ゲーム)（2011年、PS3、Xbox 360）
- ペルソナ2 罪（2011年、PSP）- PSP版オープニング、スタッフロール追加部分
- ペルソナ4 ジ・アルティメット イン マヨナカアリーナ（2012年、AC, PS3, Xbox 360）- 喜多條敦志と共同
- ペルソナ4 ザ・ゴールデン（2012年、PS Vita）- 喜多條敦志、土屋憲一と共同
- ペルソナQ シャドウ オブ ザ ラビリンス（2014年、3DS）- オープニング
- デビルサバイバー2 ブレイクレコード（2015年、3DS）- 追加曲を担当
- ペルソナ4 ダンシング・オールナイト（2015年、PS Vita）- 小塚良太らと共同
- ペルソナ5 （2016年、PS3、PS4）- 小西利樹らと共同
- 真・女神転生 DEEP STRANGE JOURNEY（2017年、3DS）- 小西利樹と共同
- ペルソナ5 ダンシング・スターナイト（2018年、PS4、PS Vita）- 小塚良太らと共同
- ペルソナ3 ダンシング・ムーンナイト（2018年、PS4、PS Vita）- 小塚良太らと共同
- キャサリン・フルボディ（2019年、PS4、PS Vita）
- ペルソナ5 ザ・ロイヤル（2019年、PS4）- 小西利樹らと共同
- チュウニズム（2020年、AC） - 光吉猛修との合作、楽曲を提供
- メタファー:リファンタジオ（2024年、PS4、PS5、Xbox Series X/S、Windows、Steam）

### 劇場アニメ
- 「PERSONA3 THE MOVIE」 #1 Spring of Birth（2013年）
- MINT（2014年 ※未発表作品）
- 「PERSONA3 THE MOVIE」 #2 Midsummer Knight's Dream（2014年）
- 「PERSONA3 THE MOVIE」 #3 Falling Down（2015年）
- 「PERSONA3 THE MOVIE」 #4 Winter of Rebirth（2016年）

### その他
- スカーレッドライダーゼクス
  - 「Roaring to the moon」（2011年 『SRXドリームコラボレーションCD vol.1』収録）

### 楽曲提供
- 川村ゆみ
  - 「WAKE UP NOW」（2017年 アルバム『ゆみザウルス』収録）